# San Giorgio Canavese
San Giorgio Canavese là một đô thị ở tỉnh Torino, vùng Piedmont, phía bắc nước Ý. Đô thị này có 2544 người.
Công trình nổi bật ở đây là lâu đài từng thuộc sở hữu của bá tước Novara Biandrate.